# Donald Garrett

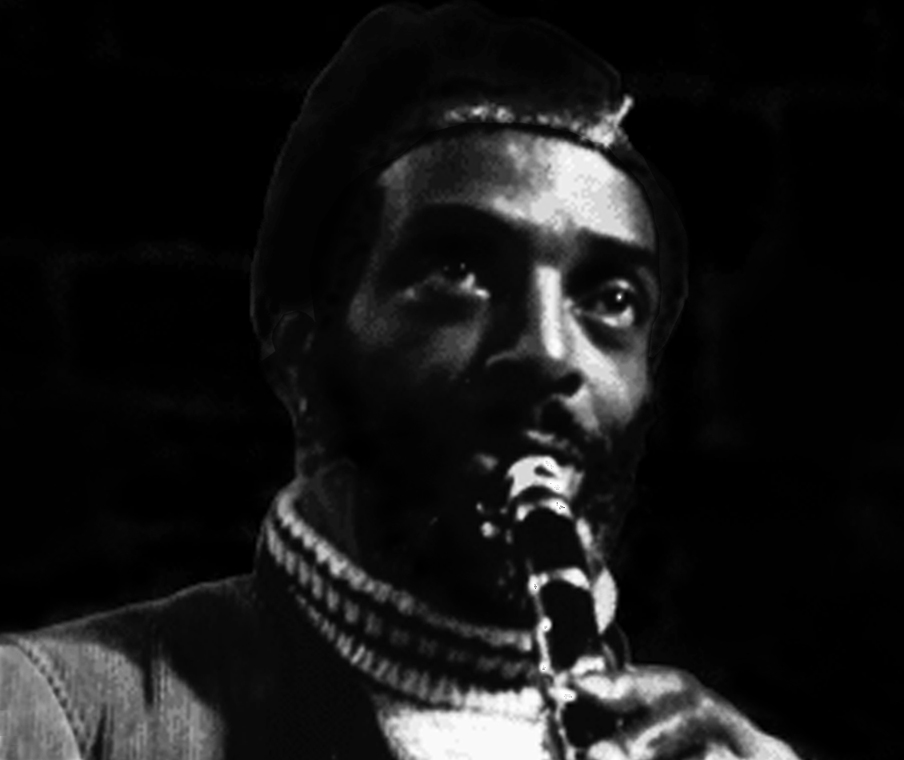
Donald Garrett

Donald Rafael Garrett (* 28. Februar 1932 in El Dorado (Arkansas); † 4. August 1989 in den Vereinigten Staaten) war ein amerikanischer Musiker des Creative Jazz (Bassklarinette, Nay, Shakuhachi und Kontrabass).

## Leben und Wirken
Garrett wuchs in Chicago auf. Auf der DuSable High School, wo er unter Anleitung von Captain Walter Dyett sowohl auf der Klarinette als auch auf dem Bass unterrichtet. Sonny Rollins war zwei Jahre lang in den 1950er Jahren sein Mentor. 1960 war er an der Einspielung von Rahsaan Roland Kirks Album Introducing Roland Kirk beteiligt; hauptsächlich arbeitete er damals mit Muhal Richard Abrams und war Mitglied von dessen Experimental Band. Zwischen 1960 und 1962 spielte er auch mit Ira Sullivan, mit dem er auch aufnahm, und später mit Eddie Harris. 1965 zog er nach Los Angeles, wo er mit Pharoah Sanders, Dewey Redman und Monty Waters eine Big Band leitete. Garrett arbeitete weiterhin mit John Coltrane, mit dem er auf Tournee an der Westküste ging und an vier von dessen Alben beteiligt war (Kulu Sé Mama, Selflessness, Live in Seattle und Om). Ab 1971 arbeitete er im Duo mit seiner Frau, der Multiinstrumentalistin Kali Fasteau, und bereiste mit ihr große Teile der Welt. Die beiden gingen mit Archie Shepp international auf Tournee. Mit Glenn Spearman und Jay Oliver spielten sie für ein Jahr im Quartett als „Sea Ensemble“. Später nahm er auch mit Roscoe Mitchell auf und interessierte sich zunehmend für Musik anderer Kulturen und das, was später Weltmusik genannt wurde.
Garrett arbeitete auch mit Gene Ammons, Johnny Griffin, Sonny Simmons, Bobby Hutcherson, Roy Haynes, Shirley Scott, Sonny Stitt, Joe Henderson, Beaver Harris, Clifford Jordan, Frank Wright, Mwata Bowden, Billy Bang, Frank Lowe, Joseph Jarman, Jean-Luc Ponty und Butch Morris.

## Diskographische Hinweise
- Kali Fasteau & Rafael Garrett Memoirs of a Dream (1975–77, Flying Note)

## Lexigraphische Einträge
- Leonard Feather, Ira Gitler: The Biographical Encyclopedia of Jazz. Oxford University Press, New York 1999, ISBN 0-19-532000-X.
- Encyclopedia of Jazz Musicians bei Jazz.com